# 李叔虎
李 叔虎（り しゅくこ、458年 - 511年）は、北魏の官僚・学者。『北史』は避諱により李叔彪と作る。本貫は渤海郡蓨県。

## 経歴
学問を好んで見聞が広く、太和年間に中書博士に任じられ、崔光や邢巒と親交を結んだ。議郎に転じた。長らくして太尉従事中郎となり、国子博士・勃海国中正に任じられ、楽陵郡中正を兼ねた。後に散騎侍郎・太極都将を兼ねた。高陽郡太守に任じられたが、固辞して受けなかった。まもなく顕武将軍の位を受け、高陽王元雍の下で諮議参軍事をつとめた。また仮節・行華州事に任じられた。511年（永平4年）、死去した。享年は54。冠軍将軍・南青州刺史の位を追贈された。諡は穆といった。
子の李述は、字を道興といい、太常博士・尚書儀曹郎・建興郡太守を歴任した。

## 伝記資料
- 『魏書』巻72 列伝第60
- 『北史』巻45 列伝第33